# Copa Heineken 2000-01
La Copa de Campeones Europeos de Rugby 2000–01 fue la 6.ª edición de la máxima competición continental.

## Desarrollo
En esta edición de nuevo fueron 24 los equipos participantes, divididos en 6 grupos de 4, para afrontar la primera fase de la competición, la fase de grupos. Tras las 6 jornadas correspondientes a esta primera fase, los primeros de cada grupo y los 2 mejores segundos se clasificaron para disputar los cuartos de final, a partidos único, las semifinales y la final. 
En esta 6.ª edición del torneo participaron 6 equipos franceses, 6 ingleses, 5 galeses, 3 irlandeses, 2 italianos y 2 escoceses, igual que en la Copa Heineken 1999–00.

### Playoffs
Los 6 equipos que acabaron primeros de grupo se clasificaron para cuartos de final, además de los 2 equipos que acabaron en segunda posición con más puntos. Los equipos que jugaron como locales fueron los que más puntos consiguieron, o en caso de empate se aplicó el criterio de ensayos a favor o diferencia entre puntos anotados y encajados. En las semifinales se aplicó el mismo criterio para decidir qué equipo jugaba como local. La final se disputó el 19 de mayo de 2001 en el estadio del Parque de los Príncipes en París ante 44.000 espectadores. Leicester Tigers se coronó como sexto Campeón de Europa.

## Fase de grupos
| \| GRUPO 1 \| |                    |     |     |     |     |     |      |     |
| | Equipo             | Pts | Jug | Gan | Emp | Per | Ens+ | +/- |
| 1 | Biarritz           | 8   | 6   | 4   | 0   | 2   | 13   | +12 |
| 2 | Edinburgh Reivers  | 7   | 6   | 3   | 1   | 2   | 17   | +13 |
| 3 | Leinster Rugby     | 7   | 6   | 3   | 1   | 2   | 13   | -7  |
| 4 | Northampton Saints | 2   | 6   | 1   | 0   | 5   | 17   | -18 |
| Ens+ son ensayos a favor. +/- es la diferencia de puntos anotados a favor y en contra. Esos son los criterios de desempate por ese orden. Victoria = 2 puntos. Empate = 1 punto. |                    |     |     |     |     |     |      |     |
| GRUPO 1 |                    |     |     |     |     |     |      |     |

| GRUPO 1 |

| Jornada | _____Local_____ | Resultado | ___Visitante___ |
| ------- | --------------- | --------- | --------------- |
| 1       | Edinburgh       | 29-21     | Leinster        |
| 1       | Biarritz        | 37-30     | Northampton     |
| 2       | Leinster        | 35-9      | Biarritz        |
| 2       | Northampton     | 22-23     | Edinburgh       |
| 3       | Northampton     | 8-14      | Leinster        |
| 3       | Biarritz        | 29-18     | Edinburgh       |
| 4       | Edinburgh       | 27-35     | Biarritz        |
| 4       | Leinster        | 40-31     | Northampton     |
| 5       | Leinster        | 34-34     | Edinburgh       |
| 5       | Northampton     | 32-24     | Biarritz        |
| 6       | Edinburgh       | 18-15     | Northampton     |
| 6       | Biarritz        | 30-10     | Leinster        |

| \| GRUPO 2 \| |                |        |         |           |         |          |      |      |
| | Equipo         | Puntos | Jugados | Victorias | Empates | Derrotas | Ens+ | +/-  |
| 1 | Stade Français | 10     | 6       | 5         | 0       | 1        | 36   | +212 |
| 2 | Swansea RFC    | 8      | 6       | 4         | 0       | 2        | 28   | +121 |
| 3 | London Wasps   | 6      | 6       | 3         | 0       | 3        | 20   | +19  |
| 4 | L'Aquila       | 0      | 6       | 0         | 0       | 6        | 3    | -352 |
| Ens+ son ensayos a favor. +/- es la diferencia de puntos anotados a favor y en contra. Esos son los criterios de desempate por ese orden. Victoria = 2 puntos. Empate = 1 punto. |                |        |         |           |         |          |      |      |
| GRUPO 2 |                |        |         |           |         |          |      |      |

| GRUPO 2 |

| Jornada | _____Local_____ | Resultado | ___Visitante___ |
| ------- | --------------- | --------- | --------------- |
| 1       | Swansea         | 54-28     | Wasps           |
| 1       | Stade Français  | 92-7      | L'Aquila        |
| 2       | Swansea         | 18-16     | Stade Français  |
| 2       | L'Aquila        | 10-39     | Wasps           |
| 3       | Stade Français  | 40-10     | Wasps           |
| 3       | L'Aquila        | 6-70      | Swansea         |
| 4       | Swansea         | 73-3      | L'Aquila        |
| 4       | Wasps           | 28-31     | Stade Français  |
| 5       | L'Aquila        | 9-76      | Stade Français  |
| 5       | Wasps           | 28-16     | Swansea         |
| 6       | Stade Français  | 42-13     | Swansea         |
| 6       | Wasps           | 42-5      | L'Aquila        |

| \| GRUPO 3 \| |              |        |         |           |         |          |      |     |
| | Equipo       | Puntos | Jugados | Victorias | Empates | Derrotas | Ens+ | +/- |
| 1 | Cardiff RFC  | 8      | 6       | 4         | 0       | 2        | 18   | +36 |
| 2 | Saracens     | 8      | 6       | 4         | 0       | 2        | 14   | +34 |
| 3 | Toulouse     | 5      | 6       | 2         | 1       | 3        | 19   | -11 |
| 4 | Ulster Rugby | 3      | 6       | 1         | 1       | 4        | 11   | -59 |
| Ens+ son ensayos a favor. +/- es la diferencia de puntos anotados a favor y en contra. Esos son los criterios de desempate por ese orden. Victoria = 2 puntos. Empate = 1 punto. |              |        |         |           |         |          |      |     |
| GRUPO 3 |              |        |         |           |         |          |      |     |

| GRUPO 3 |

| Jornada | _____Local_____ | Resultado | ___Visitante___ |
| ------- | --------------- | --------- | --------------- |
| 1       | Ulster          | 32-23     | Cardiff         |
| 1       | Toulouse        | 22-32     | Saracens        |
| 2       | Cardiff         | 26-17     | Toulouse        |
| 2       | Saracens        | 55-25     | Ulster          |
| 3       | Saracens        | 23-32     | Cardiff         |
| 3       | Toulouse        | 35-35     | Ulster          |
| 4       | Cardiff         | 24-14     | Saracens        |
| 4       | Ulster          | 25-29     | Toulouse        |
| 5       | 'Cardiff        | 42-16     | Ulster          |
| 5       | Saracens        | 37-30     | Toulouse        |
| 6       | Ulster          | 13-21     | Saracens        |
| 6       | Toulouse        | 38-27     | Cardiff         |

| \| GRUPO 4 \| |               |        |         |           |         |          |      |     |
| | Equipo        | Puntos | Jugados | Victorias | Empates | Derrotas | Ens+ | +/- |
| 1 | Munster Rugby | 10     | 6       | 5         | 0       | 1        | 15   | +45 |
| 2 | Bath Rugby    | 8      | 6       | 4         | 0       | 2        | 14   | +33 |
| 3 | Newport RFC   | 4      | 6       | 2         | 0       | 4        | 10   | -61 |
| 4 | Castres       | 2      | 6       | 1         | 0       | 5        | 14   | -17 |
| Ens+ son ensayos a favor. +/- es la diferencia de puntos anotados a favor y en contra. Esos son los criterios de desempate por ese orden. Victoria = 2 puntos. Empate = 1 punto. |               |        |         |           |         |          |      |     |
| GRUPO 4 |               |        |         |           |         |          |      |     |

| GRUPO 4 |

| Jornada | _____Local_____ | Resultado | ___Visitante___ |
| ------- | --------------- | --------- | --------------- |
| 1       | Munster         | 26-18     | Newport         |
| 1       | Bath            | 25-13     | Castres         |
| 2       | Newport         | 28-17     | Bath            |
| 2       | Castres         | 29-32     | Munster         |
| 3       | Munster         | 31-9      | Bath            |
| 3       | Newport         | 21-20     | Castres         |
| 4       | Bath            | 18-5      | Munster         |
| 4       | Castres         | 43-21     | Newport         |
| 5       | Castres         | 19-32     | Bath            |
| 5       | Newport         | 24-39     | Munster         |
| 6       | Munster         | 21-11     | Castres         |
| 6       | Bath            | 38-10     | Newport         |

| \| GRUPO 5 \| |              |        |         |           |         |          |      |      |
| | Equipo       | Puntos | Jugados | Victorias | Empates | Derrotas | Ens+ | +/-  |
| 1 | Gloucester   | 9      | 6       | 4         | 1       | 1        | 13   | +46  |
| 2 | Llanelli RFC | 8      | 6       | 4         | 0       | 2        | 18   | +84  |
| 3 | US Colomiers | 7      | 6       | 3         | 1       | 2        | 14   | +28  |
| 4 | Rugby Roma   | 0      | 6       | 0         | 0       | 6        | 10   | -158 |
| Ens+ son ensayos a favor. +/- es la diferencia de puntos anotados a favor y en contra. Esos son los criterios de desempate por ese orden. Victoria = 2 puntos. Empate = 1 punto. |              |        |         |           |         |          |      |      |
| GRUPO 5 |              |        |         |           |         |          |      |      |

| GRUPO 5 |

| Jornada | _____Local_____ | Resultado | ___Visitante___ |
| ------- | --------------- | --------- | --------------- |
| 1       | Llanelli        | 20-27     | Gloucester      |
| 1       | Roma            | 5-14      | Colomiers       |
| 2       | Colomiers       | 6-19      | Llanelli        |
| 2       | Gloucester      | 52-12     | Roma            |
| 3       | Llanelli        | 46-0      | Roma            |
| 3       | Gloucester      | 22-22     | Colomiers       |
| 4       | Colomiers       | 3019      | Gloucester      |
| 4       | Roma            | 21-41     | Llanelli        |
| 5       | Gloucester      | 28-27     | Llanelli        |
| 5       | Colomiers       | 55-21     | Roma            |
| 6       | Llanelli        | 34-21     | Colomiers       |
| 6       | Roma            | 29-38     | Gloucester      |

| \| GRUPO 6 \| |                     |        |         |           |         |          |      |     |
| | Equipo              | Puntos | Jugados | Victorias | Empates | Derrotas | Ens+ | +/- |
| 1 | Leicester Tigers    | 10     | 6       | 5         | 0       | 1        | 15   | +73 |
| 2 | Pau                 | 8      | 6       | 4         | 0       | 2        | 19   | +12 |
| 3 | Pontypridd RFC      | 4      | 6       | 2         | 0       | 4        | 9    | +5  |
| 4 | Glasgow Caledonians | 2      | 6       | 1         | 0       | 5        | 12   | -90 |
| Ens+ son ensayos a favor. +/- es la diferencia de puntos anotados a favor y en contra. Esos son los criterios de desempate por ese orden. Victoria = 2 puntos. Empate = 1 punto. |                     |        |         |           |         |          |      |     |
| GRUPO 6 |                     |        |         |           |         |          |      |     |

| GRUPO 6 |

| Jornada | _____Local_____ | Resultado | ___Visitante___ |
| ------- | --------------- | --------- | --------------- |
| 1       | Pontypridd      | 40-25     | Glasgow         |
| 1       | Leicester       | 46-18     | Pau             |
| 2       | Pau             | 12-9      | Pontypridd      |
| 2       | Glasgow         | 21-33     | Leicester       |
| 3       | Pontypridd      | 18-11     | Leicester       |
| 3       | Glasgow         | 24-46     | Pau             |
| 4       | Pau             | 44-16     | Glasgow         |
| 4       | Leicester       | 27-19     | Pontypridd      |
| 5       | Pau             | 3-20      | Leicester       |
| 5       | Glasgow         | 25-23     | Pontypridd      |
| 6       | Leicester       | 41-26     | Glasgow         |
| 6       | Pontypridd      | 27-31     | Pau             |

## Fase final[1]
|  | Cuartos de final      | Cuartos de final | Cuartos de final      |            |                       | Semifinales    | Semifinales | Semifinales |  |                    | Final          | Final | Final |  |
|  |                       |                  |                       |            |                       |                |             |             |  |                    |                |       |       |  |
|  |                       |                  |                       |            |                       |                |             |             |  |                    |                |       |       |  |
|  | Bandera de Inglaterra | Gloucester       | 21                    |            |                       |                |             |             |  |                    |                |       |       |  |
|  | Bandera de Inglaterra | Gloucester       | 21                    |            |                       |                |             |             |  |                    |                |       |       |  |
|  | Bandera de Gales      | Cardiff          | 15                    |            |                       |                |             |             |  |                    |                |       |       |  |
|  | Bandera de Gales      | Cardiff          | 15                    |            | Bandera de Francia    | Stade Français | 16          |             |  |                    |                |       |       |  |
|  |                       |                  |                       |            | Bandera de Francia    | Stade Français | 16          |             |  |                    |                |       |       |  |
|  |                       |                  | Bandera de Irlanda    | Munster    | 15                    |                |             |             |  |                    |                |       |       |  |
|  | Bandera de Francia    | Stade Français   | Bandera de Irlanda    | Munster    | 15                    | 36             |             |             |  |                    |                |       |       |  |
|  | Bandera de Francia    | Stade Français   |                       |            |                       |                |             |             |  |                    |                |       |       |  |
|  | Bandera de Francia    | Pau              | 19                    |            |                       |                |             |             |  |                    |                |       |       |  |
|  | Bandera de Francia    | Pau              | 19                    |            |                       |                |             |             |  | Bandera de Francia | Stade Français | 30    |       |  |
|  |                       |                  |                       |            |                       |                |             |             |  | Bandera de Francia | Stade Français | 30    |       |  |
|  |                       |                  | Bandera de Inglaterra | Leicester  | 34                    |                |             |             |  |                    |                |       |       |  |
|  | Bandera de Inglaterra | Leicester        | Bandera de Inglaterra | Leicester  | 34                    | 41             |             |             |  |                    |                |       |       |  |
|  | Bandera de Inglaterra | Leicester        |                       |            |                       |                |             |             |  |                    |                |       |       |  |
|  | Bandera de Gales      | Swansea          | 10                    |            |                       |                |             |             |  |                    |                |       |       |  |
|  | Bandera de Gales      | Swansea          | 10                    |            | Bandera de Inglaterra | Leicester      | 19          |             |  |                    |                |       |       |  |
|  |                       |                  |                       |            | Bandera de Inglaterra | Leicester      | 19          |             |  |                    |                |       |       |  |
|  |                       |                  | Bandera de Inglaterra | Gloucester | 15                    |                |             |             |  |                    |                |       |       |  |
|  | Bandera de Irlanda    | Munster          | Bandera de Inglaterra | Gloucester | 15                    | 38             |             |             |  |                    |                |       |       |  |
|  | Bandera de Irlanda    | Munster          |                       |            |                       |                |             |             |  |                    |                |       |       |  |
|  | Bandera de Francia    | Biarritz         | 29                    |            |                       |                |             |             |  |                    |                |       |       |  |
|  | Bandera de Francia    | Biarritz         | 29                    |            |                       |                |             |             |  |                    |                |       |       |  |
|  |                       |                  |                       |            |                       |                |             |             |  |                    |                |       |       |  |

### Final
| 19 de mayo de 2001 | Stade Français Paris                                                                | 30 – 34 | Leicester Tigers                                                                                    | Parc des Princes, París,                                           |                                                                    |
|                    | Penales Domínguez (9) 4', 16', 21', 27', 39', 46', 57', 68', 71' Drop Domínguez 77' |         | Tries 41', 79' Lloyd 59' Back Conversiones (2) Stimpson Penales 6', 10', 30', 64', 73' (5) Stimpson | Asistencia: 44.000 espectadores Árbitro(s): David McHugh (Irlanda) | Asistencia: 44.000 espectadores Árbitro(s): David McHugh (Irlanda) |

|                                    |
| Campeón Leicester Tigers 1° Título |